# Home School
Home School (tiếng Thái: นักเรียนต้องขัง; RTGS: Nak Rian Tong Khang; tựa Việt: Trường Học Nội Trú) là một bộ phim truyền hình Thái Lan phát sóng năm 2023. Bộ phim theo chân một nhóm học sinh của ngôi trường nằm sâu trong rừng mang tên Home School chứa đầy những bí ẩn và họ chính là người phải đi tìm ra sự thật về những bí ẩn đó.
Lần đầu tiên, GMMTV tiến hành sản xuất một bộ để phát hành trên Prime Video. Bộ phim được đạo diễn bởi Kanittha Kwanyu và sản xuất bởi GMMTV cùng với Nar-ra-tor. Đây là một trong 22 dự án phim truyền hình trong năm 2022 được GMMTV giới thiệu trong sự kiện "GMMTV 2022 Borderless" vào ngày 1 tháng 12 năm 2021 nhưng đã bị lùi lại sang năm 2023. Bộ phim phát hành 2 tập mới vào mỗi thứ Sáu hàng tuần trên nền tảng Prime Video, bắt đầu từ ngày 9 tháng 6 năm 2023. Còn trên truyền hình, bộ phim được phát sóng vào lúc 20:30 (ICT), thứ Tư và thứ Năm trên GMM 25, bắt đầu từ ngày 28 tháng 6 năm 2023. Bộ phim kết thúc phát sóng vào ngày 4 tháng 8 năm 2023 trên Prime Video và vào ngày 24 tháng 8 năm 2023 trên GMM 25.
Tại Việt Nam, bộ phim đã được VieON và TV360 mua bản quyền và được phát sóng song song với Thái Lan, 2 tập mới mỗi thứ Sáu hàng tuần, bắt đầu từ ngày 9 tháng 6 năm 2023.

## Nội dung
Bộ phim kể về ngôi trường bí ẩn ở sâu trong rừng mang tên Home School. Nơi đây gọi nó là "nhà" của các học sinh theo học và có rất nhiều các phương thức giảng dạy bí ẩn. Để được vào học tại đây, không phải học sinh mà phụ huynh học sinh mới là người phải trải qua "bài kiểm tra" để đưa con em mình vào học. Tuy nhiên, sau một thời gian theo học, các học sinh tại đây bắt đầu nghi ngờ về ngôi trường và bắt tay vào tìm hiểu về bí mật ấy.

## Diễn viên

### Diễn viên chính
- Nappon Gomarachun vai Master Amin
- Sirinya Bishop (Cindy) vai Hiệu trưởng Yani
- Atthaphan Phunsawat (Gun) vai Run
- Chalad Na Songkhla vai Prasath
- Rachanun Mahawan (Film) vai Maki
- Ramida Jiranorraphat (Jane) vai White
- Benyapa Jeenprasom (View) vai Fuji
- Pattranite Limpatiyakorn (Love) vai Pheng
- Juthapich Indrajundra (Jamie) vai Jingjai
- Sureeyares Yakares (Prigkhing) vai Biw
- Hirunkit Changkham (Nani) vai Tibet
- Jirawat Sutivanichsak (Dew) vai Nai
- Thanathat Tanjararak (Indy) vai Jean
- Wachirawit Ruangwiwat (Chimon) vai Pennueng
- Kay Lertsittichai vai Hugo
- Chayapol Jutamas (AJ) vai Mek
- Chayakorn Jutamas (JJ) vai Mork

### Diễn viên phụ
- Nattharinphon Phrommin (In) vai Deluxe
- Chotiros Kaewpinit (Sobee) vai Praeporn
- Phromphiriya Thongputtaruk (Papang) vai Champ
- Seksun Suttijun (Dew) vai Phoban

### Khách mời
- Chalee Immak vai Bird (bố của Biw) (Tập 1, 10, 17, 18)
- Kittipol Kesmanee (Pu) vai Phoj (bố của Mek và Mork) (Tập 1, 9, 10)
- Surasak Chaiat (Nu) vai Metha (bố của Nai) (Tập 1, 5, 10, 17, 18)
- Sornchai Chatwiriyachai (Chua) vai Manas (bố của Fuji) (Tập 1, 4, 10, 17, 18)
- Suchada Poonpattanasuk (Hong) vai Sunitra (mẹ của Pleng) (Tập 1, 4, 10)
- Machida Sutthikulphanich (Maki) vai Maki (nhỏ) (Tập 1, 2, 11)
- Maniyanan Limsawat vai Sơ (Tập 1, 2)
- Naruemon Phongsupap (Koy) vai Vivian (mẹ của Tibet) (Tập 6, 10)
- Krisada Phatcharapiphat (Ya) vai Songyos (bố của Jean) (Tập 8, 17, 18)
- Natthaphichamon Singkharawat (Yongyi) vai Jinda (mẹ của Pennueng) (Tập 10)
- Sukol Sasijulaka (Jome) vai Puth (bố của Tibet) (Tập 11, 14, 17)
- Santi Santiwetchakun (Game) vai Bodin (bố dượng của Run và Maki) (Tập 11, 12, 13, 14)
- Ployshompoo Supasap (Jan) vai Pinya (Tập 12, 13)
- Archen Aydin (Joong) vai Amin (trẻ) (Tập 12, 13)
- Harit Cheewagaroon (Sing) vai Bodin (trẻ) (Tập 12, 13)
- Thanawat Ratanakitpaisan (Khaotung) vai Zero (Tập 18)

## Các tập phát sóng
| TT. | Tiêu đề            | Ngày phát sóng gốc                                                       |
| --- | ------------------ | ------------------------------------------------------------------------ |
| 1 | Học kỳ mới bắt đầu | 9 tháng 6 năm 2023 (trên Prime Video) 28 tháng 6 năm 2023 (trên GMM 25)  |
| Một khoá học mới tại Home School bắt đầu với 13 học sinh được gọi là GEN6. Họ sẽ học tập và sinh sống hoàn toàn tại Home School trong suốt 3 năm của khoá học. Sau khi đến đây và nghe về những luật lệ của trường, một nhóm học sinh đã bỏ trốn và bị lạc trong rừng. Các Master yêu cầu chính các học sinh còn lại sẽ là người phải đi tìm các bạn của mình về. |                    |                                                                          |
| 2 | Chú vịt            | 9 tháng 6 năm 2023 (trên Prime Video) 29 tháng 6 năm 2023 (trên GMM 25)  |
| Ngày đầu tiên tại Home School, mỗi học sinh được giao cho một con vịt và có trách nhiệm phải nuôi, không để nó ốm hoặc chết trong vòng một tuần. Nếu không, học sinh đó sẽ bị phạt. Hugo phát hiện ra vịt của mình bị chết và đã tráo thẻ tên để đổ lỗi cho Pennueng.                                                                                             |                    |                                                                          |
| 3 | Hình phạt          | 16 tháng 6 năm 2023 (trên Prime Video) 5 tháng 7 năm 2023 (trên GMM 25)  |
| Học kỳ bắt đầu tại Home School. Tuy nhiên, các Master lại liên tục đưa ra các hình phạt vô lý dành cho học sinh. Maki Tibet White và Nai dần nhận ra mục đích của các hình phạt là để kẻ đã nói dối về cái chết của con vịt ra tự thú. |                    |                                                                          |
| 4 | Kẻ nói dối         | 16 tháng 6 năm 2023 (trên Prime Video) 6 tháng 7 năm 2023 (trên GMM 25)  |
| Chỉ một học sinh duy nhất sẽ được về nhà thăm gia đình vào cuối tuần. Các học sinh sẽ tiến hành bỏ phiếu cho nhau. Pleng liên tục tỏ ra yếu đuối để lấy lòng thương hại của những người khác. |                    |                                                                          |
| 5 | Bài kiểm tra       | 23 tháng 6 năm 2023 (trên Prime Video) 12 tháng 7 năm 2023 (trên GMM 25) |
| Nhà trường đưa ra một bài kiểm tra cho các học sinh với phần thưởng là một chiếc điện thoại để liên lạc với gia đình. Trong bài kiểm tra này, các học sinh có thể làm gì cũng được để thi đạt. |                    |                                                                          |
| 6 | Câu hỏi            | 23 tháng 6 năm 2023 (trên Prime Video) 13 tháng 7 năm 2023 (trên GMM 25) |
| Đến vòng cuối cùng của bài kiểm tra, ngài Amin đưa cho các học sinh một tờ giấy trắng và yêu cầu họ phải tìm được câu hỏi và câu trả lời. Ở một diễn biến khác, các Master bắt đầu đưa Run đi chữa trị và Maki lần theo để tìm anh trai của mình. |                    |                                                                          |
| 7 | Những quy định     | 30 tháng 6 năm 2023 (trên Prime Video) 19 tháng 7 năm 2023 (trên GMM 25) |
| Hugo và Jingjai bị phạt vì có quan hệ yêu đương, cố bỏ trốn khi được đưa đến phòng giam. |                    |                                                                          |
| 8 | Trò chơi Thằn Lằn  | 30 tháng 6 năm 2023 (trên Prime Video) 20 tháng 7 năm 2023 (trên GMM 25) |
| Jean và Biw trở thành đối tượng đáng nghi nhưng Maki đã nhìn thấy điểm kỳ lạ. |                    |                                                                          |
| 9 | Tàn nhẫn           | 7 tháng 7 năm 2023 (trên Prime Video) 26 tháng 7 năm 2023 (trên GMM 25)  |
| Thầy Champ ép học sinh đánh nhau. Maki, Tibet, Nai, White thấy cô Dilak có gì đó bất ổn. |                    |                                                                          |
| 10 | Gia đình           | 7 tháng 7 năm 2023 (trên Prime Video) 27 tháng 7 năm 2023 (trên GMM 25)  |
| Thầy Amin có ý đồ khi cho phép các học sinh về nhà, nhưng Maki chọn ở lại. |                    |                                                                          |
| 11 | Các thầy cô        | 14 tháng 7 năm 2023 (trên Prime Video) 2 tháng 8 năm 2023 (trên GMM 25)  |
| Pennueng nói với các bạn nhìn thấy đoạn nói chuyện giữa Run (Gun Atthaphan) và thầy Puth. |                    |                                                                          |
| 12 | Điều trị           | 14 tháng 7 năm 2023 (trên Prime Video) 3 tháng 8 năm 2023 (trên GMM 25)  |
| Biw, Fuji, Jingjai, Hugo, Jean bị các thầy cô thôi miên và dẫn đến nơi khác. |                    |                                                                          |
| 13 | Quá khứ            | 21 tháng 7 năm 2023 (trên Prime Video) 9 tháng 8 năm 2023 (trên GMM 25)  |
| Quá khứ đau thương và lý do thành lập Home School của thầy Amin. |                    |                                                                          |
| 14 | Run                | 21 tháng 7 năm 2023 (trên Prime Video) 10 tháng 8 năm 2023 (trên GMM 25) |
| Run trốn chạy khỏi phòng điều trị thành công và phát hiện bí mật kinh hoàng. |                    |                                                                          |
| 15 | Sự thật            | 28 tháng 7 năm 2023 (trên Prime Video) 16 tháng 8 năm 2023 (trên GMM 25) |
| Maki và Run đoàn tụ. Thầy Prasath bắt Penuueng hoặc Phleng tiêm chất độc vào người. |                    |                                                                          |
| 16 | Quái vật           | 28 tháng 7 năm 2023 (trên Prime Video) 17 tháng 8 năm 2023 (trên GMM 25) |
| Hiệu trưởng khuyên Phleng không nên ở một mình cùng với Hugo, Jingjai, Biw, Fuji, Jean. |                    |                                                                          |
| 17 | Dự án R            | 4 tháng 8 năm 2023 (trên Prime Video) 23 tháng 8 năm 2023 (trên GMM 25)  |
| Những đứa trẻ bắt đầu đi săn bố mẹ mình. Hiệu trưởng và Run giúp thầy Amin lấy lại ý thức. |                    |                                                                          |
| 18 | Ngôi nhà           | 4 tháng 8 năm 2023 (trên Prime Video) 24 tháng 8 năm 2023 (trên GMM 25)  |
| Những đứa trẻ bị thôi miên được cảm hóa. Home School trở về đúng với bản chất ban đầu. |                    |                                                                          |

## Sản xuất
Ban đầu, bộ phim còn có sự góp mặt của Chanikarn Tangkabodee (Prim) trong vai Maki. Tuy nhiên, vào ngày 10 tháng 12 năm 2022, GMMTV thông báo nữ diễn viên sẽ rút lui khỏi dự án vì xung đột lịch trình. Vai diễn của cô sẽ được đổi sang cho Rachanun Mahawan (Film), còn vai Fuji vốn của Film giờ đây sẽ do Benyapa Jeenprasorn (View) đảm nhận.